# Шасто
Шасто́ (фр. Chasteaux, окс. Chastél) — коммуна во Франции, находится в регионе Лимузен. Департамент — Коррез. Входит в состав кантона Ларш. Округ коммуны — Брив-ла-Гайярд.
Код INSEE коммуны — 19049.
Коммуна расположена приблизительно в 430 км к югу от Парижа, в 90 км южнее Лиможа, в 31 км к юго-западу от Тюля.

## История
Во время Великой французской революции название коммуны было изменено на Ла-Фратерните (фр. La Fraternité).

## Население
Население коммуны на 2008 год составляло 553 человека.
| 1962 | 1968 | 1975 | 1982 | 1990 | 1999 | 2008 |
| ---- | ---- | ---- | ---- | ---- | ---- | ---- |
| 389  | 413  | 363  | 391  | 455  | 512  | 553  |

## Экономика
В 2007 году среди 353 человек в трудоспособном возрасте (15-64 лет) 274 были экономически активными, 79 — неактивными (показатель активности — 77,6 %, в 1999 году было 73,5 %). Из 274 активных работали 256 человек (139 мужчин и 117 женщин), безработных было 18 (10 мужчин и 8 женщин). Среди 79 неактивных 20 человек были учениками или студентами, 40 — пенсионерами, 19 были неактивными по другим причинам.

## Достопримечательности
- Замок Кузаж (XIII—XIV века). Памятник истории с 1996 года[3]

## Фотогалерея
- Руины замка Кузаж
- Озеро Кос
- Карта коммуны